# ستارشيب تروبرز
ستارشيب تروبرز هي رواية خيال علمي عسكري من تأليف روبرت أنسون هاينلاين نشرت لأول مرة في 5 نوفمبر 1959.
تم تحويلها الى فيلم سينمائي بنفس الاسم عام .

## أنظر ايضاً
- العصر الذهبي للخيال العلمي